# 信欣三
信 欣三（しん きんぞう、1910年7月9日 - 1988年12月26日）は、日本の俳優。本名は信 金蔵。1960年代半ばから1970年代半ばにかけては、信 欽三の芸名でも活動した。脚本家・小説家の筒井ともみは義理の姪。墓所は谷中霊園。

## 来歴・人物
東京市出身。祖父の信大蔵は、旧尾張藩士で、幕府軍に参加し箱館戦争を戦ったが、敗れたため逃れたという。その後銀座尾張町にて洋酒、牛乳、氷屋の函館屋を開き、特に幕府顧問のフランス人より習ったアイスクリーム販売が名物であった。
銀座の泰明小学校、東京府立第一商業学校（現、東京都立第一商業高等学校）卒業。東京左翼劇場を経て、1933年に『河向ふの青春』で映画に初出演した。1934年9月、新協劇団の旗揚げに参加。第1回公演『夜明け前』から主な舞台のほとんどに出演。1939年、同劇団の女優・赤木蘭子と結婚する。1940年8月19日、新劇弾圧により村山知義、久保栄、滝沢修、妻の赤木らとともに治安維持法違反で検挙され、劇団も強制解散された。
1942年に宇野重吉、清水将夫らと瑞穂劇団を結成。団長として、農村漁村を巡演するが、その最中に召集を受ける。復員後は、妻とともに俳優座へ入団した。また、『日本戦歿学生の手記 きけ、わだつみの声』などの独立プロ作品を中心に映画にも出演した。1951年に俳優座公演『夜の訪問者』の演技で芸術祭奨励賞を受賞した。
1955年に妻とともに俳優座を退団し、宇野らが創立していた劇団民藝に加入。1966年に民藝を退団し、以後はフリーとして活躍するも、再度俳優座に所属する。
映画ではもっぱら脇役を主としたが、1964年公開の『帝銀事件 死刑囚』では平沢貞通役で主演し、人々に強い印象を与えた。またテレビドラマでも独特の風貌を活かし、長く名脇役として活躍した。

## 出演作品

### 映画
- 空想部落（1939年、南旺映画）
- 煉瓦女工（1946年、南旺映画） - 先生

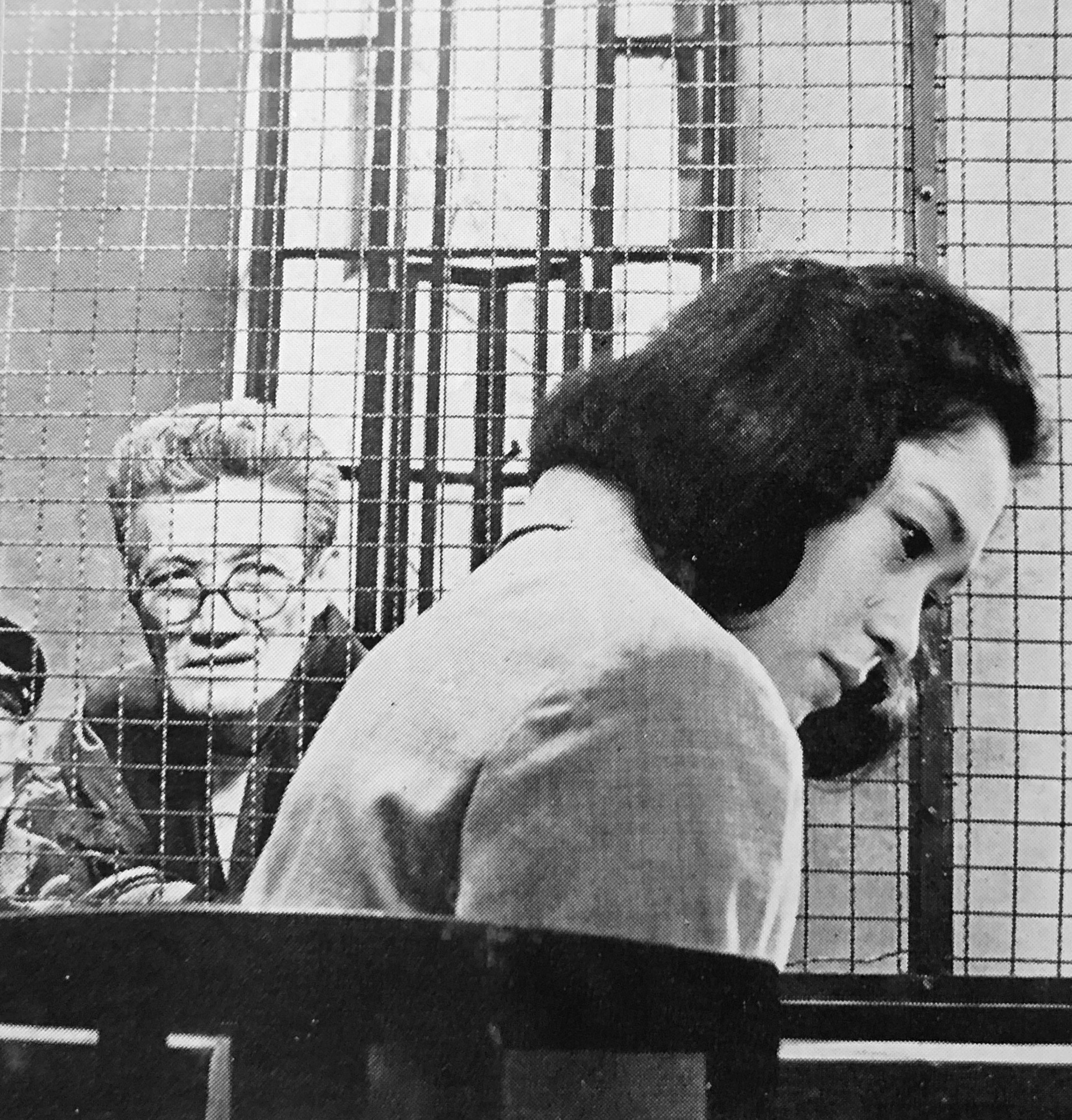
『帝銀事件 死刑囚』（1964年）

- 白鳥は悲しからずや（1949年、えんらく社） - 校長
- 日本戦歿学生の手記 きけ、わだつみの声（1950年、東横） - 大木二等兵
- わが一高時代の犯罪（1951年、東映） - 木谷教授
- 純白の夜（1951年、松竹） - 沢田
- 八ツ墓村（1951年、東映） - 多治見久彌
- 海の花火（1951年、松竹） - 水産庁博多出張所長
- 黎明八月十五日（1952年、東映） - 山田二等兵
- 二つの花（1952年、松竹） - 山口進吉
- 泣虫記者（1952年、東映） - 遊軍記者柳井
- ひめゆりの塔（1953年、東映） - 平良先生
- 韋駄天記者（1953年、東映） - 阿部副部長
- 悲劇の将軍 山下泰文（1953年、東映） - 父
- 新書太閤記 流転日吉丸（1953年、東映） - 弥右衛門
- 黒豹（1953年、大映） - 李秋英
- 広場の孤独（1953年、新東宝） - 編集局次長
- 暴力市街（1953年、大映）
- 早稲田大学（1953年、東映）
- 日の果て（1954年、八木プロ） - 清水一等兵
- 或る女（1954年、大映） - 内田牧師
- 金色夜叉（1954年、大映） - 鴨沢隆三
- 足摺岬（1954年、近代映画協会） - 松木
- 母時鳥（1954年、大映） - 家庭裁判所の判事
- どぶ（1954年、近代映画協会） - 忠さん
- 太陽のない街（1954年、新星映画） - 中井
- 黒い潮（1954年、日活） - 東野村記者
- からたちの花（1954年、日活） - 牧野先生
- 月よりの使者（1954年、大映） - 浅木院長
- 億万長者（1954年、青俳プロ） - 贋十二
- 若い人たち（1954年、全国銀行従業員組合） - 飯島三郎
- 母千草（1954年、大映） - キミの夫誠一
- 女の一生（1955年、松竹） - 院長
- 坊ちゃん記者（1955年、日活）
- おふくろ（1955年、日活）
- お嬢さん先生（1955年、大映） - 保坂先生
- 哀しき富士の白雪よ（1955年、大映） - 白川所長
- 楊貴妃（1955年、大映） - 侍従
- 少年死刑囚（1955年、日活） - 吉良看守長
- 狼（1955年、近代映画協会） - 山本秀夫
- 荒木又右衛門（1955年、松竹） - 津田豊後
- 青銅の基督（1955年、松竹） - 富井孫四郎
- 逆光線（1956年、日活） - 金子教授
- 病妻物語 あやに愛しき（1956年、民藝） - 小早川武吉
- 壁あつき部屋（1956年、松竹） - 川西
- 沖縄の民（1956年、日活） - 野村校長
- 女優（1956年、近代映画協会） - 八島元雄
- 東京暮色（1957年、松竹） - 沼田康雄
- 悪魔の顔（1957年、松竹）
- 鳴門秘帖（1957年、大映） - 酒井三右衛門
- 青空娘（1957年、大映）
- 美徳のよろめき（1957年、日活） - 牧田
- 地上（1957年、大映） - 里宮教師
- 気違い部落（1957年、松竹） - 木崎三造
- 江戸っ子祭（1958年、大映） - 笹尾喜内
- 忠臣蔵（1958年、大映） - 小野寺十内
- 巨人と玩具（1958年、大映） - 矢代光平
- 炎上（1958年、大映） - 副司
- 白鷺（1958年、大映） - 津川作造
- 不道徳教育講座（1959年、日活）
- 細雪（1959年、大映） - 辰雄
- 祈るひと（1959年、日活）
- 絞首台の下（1959年、日活） - 多田
- その壁を砕け（1959年、日活） - 裁判長
- 若い傾斜（1959年、日活） - 礫伊三郎
- 風のある道（1959年、日活） - 近藤先生
- 歌行燈（1960年、大映）
- 白い肌と黄色い隊長（1960年、松竹） - 高桑弁護人
- あした晴れるか（1960年、日活）
- 武器なき斗い（1960年、大東映画） - 三浦
- ガラスの中の少女（1960年、日活） - 杉太郎
- 処刑前夜（1961年、日活） - 北村
- 警察日記 ブタ箱は満員（1961年、日活） - 米倉町長
- 風に逆らう流れ者（1961年、日活）
- 抵抗の年齢（1961年、桜映画社）
- 天使と野郎ども（1962年、日活） - 赤木
- からみ合い（1962年、松竹） - 石母田
- やっちゃ場の女（1962年、大映）
- いつでも夢を（1963年、日活）
- 波止場の賭博師（1963年、日活） - 須賀
- 何か面白いことないか（1963年、日活） - 編集長
- 野獣の青春（1963年、日活）
- 関東無宿（1963年、日活） - 腕文
- その人は遠く（1963年、日活） - 細川叔父
- 泥だらけのいのち（1963年、日活） - 塚田組組長
- 帝銀事件 死刑囚（1964年、日活） - 平沢貞通
- 砂の上の植物群（1964年、日活） - 山田理髪師
- 仇討（1964年、東映） - 西田三郎兵衛
- 執炎（1964年、日活） - 父
- 愛・その奇跡（1964年、松竹） - 山田産科部長
- この声なき叫び（1965年、松竹） - 裁判長
- 北国の街（1965年、日活）
- 太陽が大好き（1966年、日活） - 杉本
- 赤いグラス（1966年、日活） - 戸場
- 処刑の島（1966年、大映） - 黒木
- 非行少年 陽の出の叫び（1967年、日活） - 院長
- あかね雲（1967年、松竹） - 二木の父
- 囁きのジョー（1967年、斎藤プロ） - 浮浪者
- まぼろし黒頭巾 闇に飛ぶ影（1967年、東映） - 城野伊勢守
- 黒部の太陽（1968年、日活） - 武本
- 人生劇場 飛車角と吉良常（1968年、東映） - 黒馬先生
- 燃えつきた地図（1968年、大映） - 「つばき」の主人
- 必殺博奕打ち（1969年、東映）
- ごろつき部隊（1969年、東映） - 望月教授
- さくら盃 仁義 (1969年、日活) - 根岸又一
- 新選組（1969年、三船プロ） - 本命堂
- 富士山頂（1970年、石原プロ） - 初老の男
- 明日また生きる（1970年、俳優座）
- ある兵士の賭け（1970年、石原プロ） - 老医師
- 甦える大地（1971年、石原プロ） - 土屋源作
- 忍ぶ川（1972年、東宝） - 志乃の父
- 襤褸の旗（1974年、同映画製作委員会） - 斎藤巡査
- 砂の器（1974年、松竹） - 桑原研究員
- サンダカン八番娼館 望郷（1974年、東宝） - 一條実孝
- 鬼の詩（1975年、ATG） - 鍼灸医
- 日本の熱い日々 謀殺・下山事件（1981年、松竹） - 国原鋼材主任
- 時代屋の女房2（1985年、松竹） - 初老の占い師
- 密約 外務省機密漏洩事件（1988年[2]） - 東京地裁裁判長

### テレビドラマ
- 東芝日曜劇場（TBS）
  - 第48話「ぶっつけ本番」（1957年）
  - 第260話「囮」（1961年）
  - 第350話「土曜日の少年」（1963年）
  - 第518話「海はこたえず」（1966年）
  - 第519話「こわれない椅子」（1966年）
  - 第781話「初恋」（1971年）
  - 第881話「刀傷」（1973年）
- ヤシカゴールデン劇場 / 研究室（1958年、NTV）
- 東芝土曜劇場（CX）
  - 第1話「左の腕」（1959年）
  - 第12話「薔薇ものがたり」（1959年）
  - 第81話「殺される男」（1960年）
- 日立劇場 第30話「帰郷」（1960年、KR）
- ゴールデン劇場（NTV）
  - いのちありて（1961年）
  - 白い刺 ある女の嘘（1961年）
- 富士ホーム劇場 / 私の家族（1961年、CX）
- 松本清張シリーズ・黒い断層 第46話「青のある断層」（1961年、TBS）
- 文芸劇場（NHK）
  - 第4話「ちちははの記」（1961年）
  - 第104話「人さまざま」（1964年）
  - 第105話「本日休診」（1964年）
- 女の園 第12話「ふたーりだけのちっちゃなツリー」（1961年、NHK）
- テレビ劇場 / 早春（1962年、NHK）
- 文芸アワー / 田舎教師（1962年、NTV）
- 舞踊ホール / 青銅の基督（1962年、NHK）
- 判決（NET）
  - 第3話「生活の斜面」（1962年）
  - 第47話「或る離婚」（1963年） - 宗形久造
  - 第64話「永遠の人」（1964年） - 悟平
  - 第96話「いつか来た道」（1964年）
  - 第130話「故郷は遠く」（1965年）
  - 第135話「若い波」（1965年）
  - 第143話「九日間の休暇」（1965年） - 湊俊吉
  - 第149話「師の名において」（1965年） - 慎介
  - 第167話「メリークリスマス」（1965年）
  - 第175話「誕生日」（1966年）
  - 第176話「おさななじみ」（1966年）
  - 第178話「ああ庶民の大学よ」（1966年）
  - 第189話「海の男」（1966年）
  - 第198話「この道だけは」（1966年）
- 七人の刑事 第62話「親子」（1962年、TBS）
- テレビ指定席（NHK）
  - 被害者（1963年）
  - 鳥人幸吉（1963年）
  - 父の恋人（1964年）
  - 質屋いそっぷ（1964年）
  - 20歳（1966年）
- 近鉄金曜劇場（TBS）
  - 修善寺物語（1963年）
  - この生命ある限り（1966年）
  - そしてふたたび朝を（1966年）
  - ある団地の物語（1966年）
  - 終わりなき生命を（1967年）
- 嫁ぐ日まで 第32話「香住氏の三人娘」（1963年、CX）
- 新日本百景 第25話「浅間三宿 軽井沢」（1963年、NHK）
- 娘の結婚 第10話「命ありけり」（1963年、NTV）
- NHK大河ドラマ（NHK）
  - 赤穂浪士（1964年） - 荒木十左衛門
  - 天と地と（1969年） - 源次
  - 樅ノ木は残った（1970年） - 坂本八郎右衛門
  - 風と雲と虹と（1976年） - 藤原村雄
- ポーラ名作劇場 第52話「法王の牙」（1964年、NET） - 瀬内川利明
- 一千万人の劇場 / ある母の記録（1964年、CX）
- おかあさん 第289話「遠い鏡」（1965年、TBS）
- 風雪 / サラリーマン誕生（1965年、NHK） - 青山部長
- 事件記者 第265話「花道」（1965年、NHK）
- シオノギテレビ劇場（CX）
  - 城砦（1966年）
  - 失踪（1967年）
- 木下恵介アワー / 記念樹（1966年、TBS） - 小池清吉
- 日産スター劇場（NTV）
  - かあさん握手だ（1966年）
  - 結婚について語りましょう（1966年）
  - 京都で逢った人（1968年）
- NHK劇場（NHK）
  - ソクラテスの妻（1966年）
  - よみがえる夏（1966年）
  - 霧の化身（1967年）
  - 青葉の頃（1967年）
  - 或る少年の場合（1967年）
- ああ!!コメディアン（1966年、ABC） - 都勝之助
- 剣 第14話「天一坊と伊賀亮」（1967年、NTV）
- 三匹の侍 第5シリーズ 第23話「紙人形」（1968年、CX） - 佐次兵衛
- 朝の連続テレビ小説 / あしたこそ（1968年 - 1969年、NHK）
- ローンウルフ 一匹狼 第31話「恐怖のめぐり逢い」（1968年、NTV）
- からくり儀右衛門（1969年、NHK） - 伊能忠敬
- 銭形平次 （CX）
  - 第161話「消えた千両箱」（1969年） - 菊藏
  - 第211話「おぼろ駕籠」（1970年） - 若狭屋孝右ヱ門
- 五番目の刑事 第2話「けだもの狩り」（1969年、NET） - 鈴木刑事
- 宮本武蔵（1970年、NET / 東映） - 柳生石舟斎
- 男は度胸（1970年、NHK）
- 徳川おんな絵巻 第11話「女は度胸で勝負する」・第12話「女のいくさ」（1970年、KTV）
- 日本怪談劇場 第8話「怪談 首斬り浅右ヱ門」（1970年、12ch） - 石出帯刀
- 大忠臣蔵（1971年、NET）
- 水戸黄門（TBS / C.A.L）
  - 第2部 第25話「黄門様の子守唄 -鳥取-」（1971年3月15日） - 伊右ヱ門  ※信欽三名義
  - 第3部 第12話「消えた密書 -宮-」（1972年2月14日） - 喜平
- 知らない同志 （1972年、TBS)　-新作
- 大岡越前 第3部 第25話「義賊かまいたち」（1972年12月4日、TBS / C.A.L） - 幸吉
- 無宿侍 第11話「逃亡街道」（1973年、CX / 国際放映） - 和田
- 太陽にほえろ! 第96話「ボスひとり行く」（1974年、NTV） - 三田村平吉
- 新・座頭市 第1シリーズ 第23話「幽霊が市を招いた」（1977年、CX）
- 新・必殺仕置人 第35話「宣伝無用」（1977年、ABC）- 浜田屋弥左ヱ門
- 砂の器（1977年、CX） - 桐原小十郎
- 青春の門（1977年 - 1978年、MBS）
- 大江戸捜査網 第354話「白昼に消えた死体の謎」（1978年、12ch） - 白木屋市兵衛
- 土曜ワイド劇場（ANB）
  - 幽霊列車（1978年）
  - 田舎刑事(3)まぼろしの特攻隊（1979年）
  - 松本清張の風の息（1982年）
- ぬかるみの女（1980年、THK）
- 蒼き狼 成吉思汗の生涯（1980年、ANB）
- 特捜最前線 第220話「張り込み 閉ざされた唇!」（1981年、ANB）
- 淋しいのはお前だけじゃない 第8話「雪之丞変化」（1982年、TBS）
- 火曜サスペンス劇場 / バックミラーの中の女（1982年、NTV）
- ポーラテレビ小説 / 白き牡丹に（1982年 - 1983年、TBS） - 源兵ヱ
- 時代劇スペシャル / 剣客商売　「誘拐」(1983年、CX)
- 時代劇スペシャル / 松本清張の西海道談綺（1983年、TNC / CX / 国際放映） - 佐野寛右衛門
- 金曜女のドラマスペシャル / 有吉佐和子の乱舞（1985年、CX）
- 武蔵坊弁慶（1986年、NHK） - 東光坊阿闍梨